# منزل داويد
منزل داويد (بالفارسية: خانه داوید) هو منزل تاريخي يعود إلى عصر السلالة الصفوية، ويقع في أصفهان.